# Choleva spadicea
Choleva spadicea är en skalbaggsart som först beskrevs av Sturm 1839.  Choleva spadicea ingår i släktet Choleva, och familjen mycelbaggar. Arten är reproducerande i Sverige.